# 西翼
西 翼（にし つばさ、1990年4月8日 - ）は、熊本県熊本市出身の元プロサッカー選手。ポジションはミッドフィールダー。
Kリーグ時代の登録名は翼（ハングル: 츠바사）。

## 来歴
ルーテル学院中学校在籍時に第36回全国中学校サッカー大会で優勝。内部進学した同高校では1年時に高円宮杯U-18サッカーリーグ プリンスリーグ九州で優勝、2年時には第86回全国高等学校サッカー選手権大会に出場。3年時には背番号10番を付けていたが、第86回全国高等学校サッカー選手権大会の熊本県予選決勝で大津高等学校に敗れている。高校時代には秋吉泰佑が1年先輩で在籍していた。
高校卒業後は専修大学に進学。在籍時は2012年の第86回関東大学サッカーリーグ戦（1部）で優勝。しかし前年度優勝チームとして臨んだ2012年の第61回全日本大学サッカー選手権大会は準々決勝敗退に終わった。
大学卒業後の2013年、ポーランド・3リーガ（4部リーグ）のKSグバルディア・コシャリンに加入。同年10月、エクストラクラサのレヒア・グダニスクの練習（入団テスト）に参加した。10月4日に将来的なレヒア・グダニスクへの移籍を前提にグバルディア・コシャリンへの入団に合意し、同年冬に移籍するまでの間レヒア・グダニスクの練習に参加することも発表された。
2018年6月15日、大邱FCと契約、移籍が発表された。
2021年12月31日、大邱FCを退団した。
2022年1月11日、Kリーグ2のソウルイーランドFCに移籍。背番号は大邱FC時代と同じ44番を付ける。
2024年2月、2023年シーズン限りをもって現役を引退することを発表した。

## 所属クラブ
- 2003年 - 2005年  ルーテル学院中学校
- 2006年 - 2008年  ルーテル学院高等学校
- 2009年 - 2013年  専修大学
- 2013年  KSグバルディア・コシャリン
- 2014年 - 2016年  レヒア・グダニスク
  - 2015年  ヴィジェフ・ウッチ(レンタル移籍)
  - 2015年 - 2016年  ストミール・オルシュティン(レンタル移籍)
- 2016年 - 2017年  ストミール・オルシュティン
- 2017年 - 2018年6月  レギア・ワルシャワ II
  - 2018年2月 - 6月  ミハロフツェ(レンタル移籍)
- 2018年6月 - 2021年  大邱FC
- 2022年 - 2023年  ソウルイーランドFC